# Kamenolómnia
Kamenolómnia (en (ucraïnès): Каменоломня) és un poble de la República Autònoma de Crimea a Ucraïna, que el 2014 tenia 1.804 habitants. Pertany al districte rural de Saki.